# Daïra de Ben Badis
La daïra de Ben Badis est une circonscription administrative algérienne située dans la wilaya de Sidi Bel Abbès. Son chef-lieu est situé sur la commune éponyme de Ben Badis.
La daïra regroupe les quatre communes:
- Ben Badis
- Badredine El Mokrani
- Hassi Zahana
- Chettouane Belaila